# Plantago fischeri
Plantago fischeri är en grobladsväxtart som beskrevs av Adolf Engler. Plantago fischeri ingår i släktet kämpar, och familjen grobladsväxter. Inga underarter finns listade i Catalogue of Life.